# Wave (álbum)
Wave es el cuarto álbum de la cantante, compositor y poeta estadounidense Patti Smith, lanzado por Arista Records el 17 de mayo de 1979. Este álbum tuvo menos éxito comercial que su predecesor Easter.

## Lista de canciones
- Todas las canciones compuestas por Patti Smith, excepto donde se indique lo contrario.

### Cara A
1. "Frederick" – 3:01
2. "Dancing Barefoot" (Smith, Ivan Kral) – 4:18
3. "So You Want to Be (A Rock 'n' Roll Star)" (James McGuinn, Chris Hillman) – 4:18
4. "Hymn" (Smith, Lenny Kaye) – 1:10
5. "Revenge" (Smith, Kral) – 5:06

### Cara B
1. "Citizen Ship" (Smith, Kral) – 5:09
2. "Seven Ways of Going" – 5:12
3. "Broken Flag" (Smith, Kaye) – 4:55
4. "Wave" – 4:55

### Pistas adicionales (reedición de CD)
1. "Fire of Unknown Origin" (Smith, Kaye) – 2:09
2. "5-4-3-2-1/Wave" (grabación en directo) (Paul Jones, Mike Hugg, Manfred Mann) – 2:43

## Personal
- Patti Smith – voz
- Lenny Kaye – guitarra, bajo en "Wave", voz
- Jay Dee Daugherty – batería
- Ivan Kral – bajo, guitarra, violonchelo en "Wave", teclados
- Richard Sohl – piano

### Personal adicional
- Andi Ostrowe – percusión, timpani en "Seven Ways of Going".
- Todd Rundgren – bajo en "Dancing Barefoot".

### Personal técnico
- Todd Rundgren – productor discográfico, ingeniería
- George Carnell – ingeniero asistenter
- Tom Edmonds – ingeniero asistente
- Vic Anesini – masterización

## Posición en listas
| Lista (1979)                   | Posición |
| ------------------------------ | -------- |
| Austria                        | 19       |
| Noruega                        | 7        |
| Suecia                         | 17       |
| Reino Unido (UK Albums Chart)  | 41       |
| Estados Unidos (Billboard 200) | 18       |

## Ediciones
| Fecha                                  | Discográfica   | Formato | N.º catálogo |
| -------------------------------------- | -------------- | ------- | ------------ |
| 17 de mayo de 1979                     | Arista Records | LP      | 4221         |
| 1986 (original) / 1996 (remasterizado) | Arista Records | CD      |              |
| 2007                                   | Sony BMG       | CD      | 37930        |